# Joan Slonczewski
Joan Lyn Slonczewski (Hyde Park, New York, 1956 –) amerikai mikrobiológus, tudományos–fantasztikus író, feminista.

## Életrajz
Gyerekkorának színhelye Katonah, New York államban. Az ohiói Kenyon College biológiaprofesszora.

## Írói pályafutása
- Első regénye1980–ban jelent meg: Still Forms on Foxfield
- Leghíresebb műve az Elízium–ciklus.

### Művei

#### Elízium–ciklus
- Ajtó az óceánba (A Door into Ocean) – sci–fi (1986)
- Elízium lánya (Daughter of Elysium) – sci–fi (1993)
- Génszimfónia (The Children Star) sci–fi (1998)
- Agypestis (Brain Plague) – sci–fi (2000)

#### Többi sci–fi
- Still Forms on Foxfield
- The Wall Around Eden (1989)
- The Highest Frontier (2011)
- The Carrier

### Díjai
- John Cambell emlékdíj a legjobb sci–fi regényért 1987 – Ajtó az óceánba

## Magyarul
- Génszimfónia. Elízium–univerzum: Prokarion; ford. Kollárik Péter; Metropolis Media, Bp., 2006 (Galaktika Fantasztikus Könyvek) ISBN 9638693614
- Ajtó az óceánba; ford. Kollárik Péter; Metropolis Media, Bp., 2007 (Galaktika Fantasztikus Könyvek)
- Elízium lánya; ford. Tamás Dénes; Metropolis Media, Bp., 2008 (Galaktika Fantasztikus Könyvek)
- Agypestis; ford. Galambos Dalma; Metropolis Media, Bp., 2012 (Galaktika Fantasztikus Könyvek)